# Skam
Skam (norvég kiejtés: [skɑm]; angolul: Shame)  (magyarul Szégyen) egy norvég tini dráma sorozat, ami egy oslói gimnázium, a Hartvig Niessen Iskola, pár tanulójának mindennapi életét követi végig.
- A Skam minden évadban egy másik főszereplőre koncentrál, és ezzel együtt egy másik témakört jár körül. Az első évad a párkapcsolati nehézségekre, az identitáskeresésre és a magányra fókuszál. A második évad az étkezési zavarokról, a szexuális zaklatásról és a feminizmusról szól. A harmadik évad a homoszexualitással, a "coming out"-jelenséggel, a mentális zavarokkal, illetve a vallásossággal foglalkozik. A negyedik, befejező évad pedig az iszlám vallást, a tiltott szerelmet és az internetes zaklatást helyezi középpontba. Mindegyik évad előtt és közben, a sorozat készítője, Julie Andem, a célközönség több különböző személyével készít több órás interjúkat, hogy tényleg körüljárja az adott témát.

A Skam mindenféle reklám nélkül került levetítésre, mivel a készítők és a televízió is szerették volna, ha a sorozatot a kamaszok maguktól fedezik fel. A színészek védve voltak a médiától, nem készült induló-interjú sem. Az eredeti pilot az egyik legnézettebb epizód lett az NRK TV-n. A sorozat harmadik évada volt a felelős az NRK TV forgalmának feléért 2016 júniusának első hetében. Ez az évad végül minden televíziós rekordot megdöntött Norvégiában. A külföldi licenc megvásárlások után a sorozat nézettségi rekordot döntött Dániában és Svédországban is. A harmadik évad után a sorozat vírusként terjedt, nemzetközi fanbázist szerzett a közösségi média felületein. A sorozat többször is trendelő topic volt a Twitteren, a forgatási helyszíneket rajongók tömegei látogatták, a szereplők pedig széleskörű elismerést kaptak.
A sorozat nézettségével sorra döntögette a norvég rekordokat, és sikere a 2017 nyári finálét követően sem csillapodott. Olyannyira, hogy a dán Aveny-T Színház jogokat vásárolt, hogy színdarabot készítsen belőle. Az amerikaiak is szemet vetettek rá; lassan kezdetét veszi a saját verziójuk elkészítése, szintén Julie Andem vezetésével, jelenleg pedig a francia változat fut – szintén online.

## Évadok leírása

### 1. évad (11.rész) – Eva (Lisa Teige)
Az első évad főszereplője Eva Mohn, akinek köszönhetően megismerhetjük a Nissent és a sorozat szereplőit. A fő cselekményszál a lány és barátja, Jonas (néhol labilis) kapcsolatát mutatja be, illetve az új barátaival (Noora, Vilde, Sana, Chris) szövődő kötelékeit, annak minden szépségével és hibáival. Együtt éljük át velük a gimnázium első évének nehézségeit, miközben betekintést kapunk a norvég gimnáziumok őrületes időszakába, a Russba, ami az utolsó év legnagyobb buliidőszaka a végzősök számára, és amire már elsős koruk óta készülnek.
Ennek az évadnak a mondanivalója a kapcsolatok és identitásunk keresésének fontossága, ahogy feltesszük a kérdést: kik vagyunk mi és kik szeretnénk lenni?

### 2. évad (12. rész) – Noora (Josefine Frida Pettersen)
Meglepő, hogy Julie Andem eredetileg ennek a történetnek a bemutatását tervezte az első évadnak, ám később meggondolta magát, hogy addigra ne kelljen a karakterek bemutatására koncentrálni. Noora Amalie Sætre a csapat hűséges, feminista, független tartóoszlopa, aki első komoly kapcsolatában találja magát a végzős Williammel. A fiú már az első évad során felfigyel a lányra. Egy részeg éjszaka következtében a fiú bátyja zsarolni kezdi a lányt, ami először bizonytalanná, majd újra erőssé teszi őt. A színészek közötti kémia és ellentétek teszik különlegessé ezt az évadot, miközben rájövünk, hogy bármilyen nehéz időszakot is élünk meg, a barátaink és az őszinteség csak segíthetnek rajtunk. Emellett a jelenet, melyben Noora szembesíti a fiút tettei következményével, akkora siker lett a norvég médiában, hogy sokan kötelezővé tennék a megnézését a fiatalok számára.

### 3. évad (10. rész) – Isak (Tarjei Sandvik Moe)
A szexualitás és a homoszexualitás kérdésköre áll a harmadik évad középpontjában. A barátok, a család és a kívülállók véleményének jelentőségét – vagy éppen lényegtelenségét mutatja be Isak és Even kapcsolata. A sorozat igazi sikerét ez az évad hozta meg világszerte, miután finoman és valóságosan ábrázolta a szerelmet, egyáltalán nem arra fókuszálva, hogy ez mind két férfi között történik, hanem bizonyítva, hogy a szerelem mindenkinek szerelem, és nemtől függetlenül az. Az Isakot alakító Tarjei Sandvik Moe a norvég filmtörténet legfiatalabbjaként jelölve is lett a Gullruten-díjra (az Emmy-díj hazai megfelelője) legjobb férfi színész kategóriában, amit később annak ellenére elnyerhetett, hogy fiatal kora miatt először még a jelölés is kétséges volt.

### 4. évad (10. rész) – Sana (Iman Meskini)
A negyedik és egyben utolsó évadot világszerte rengetegen várták, hiszen a muszlim, szókimondó Sana története már a kezdetektől foglalkoztatta a sorozat követőit. Az évad fő témája, hogy milyen mai tinédzserként egy másik életmódot élni, miközben ugyanazokkal a kihívásokkal nézünk szembe, mint mások. Megfelelni a vallási elvárásoknak, miközben a társadalom elfogadására is vágyunk. A mindeddig magabiztos és bölcs Sana-t olyan oldalról ismerhetjük meg, ami bizonyítja, hogy hiába a keménység és az érzelmek elnyomása, mindenkiben rejlik gyengédség.